# Residente o Visitante
A Residente o Visitante (magyarul Rezidens vagy Látogató) a Puerto Ricó-i, urban és hiphop zenét játszó Calle 13 együttes második stúdióalbuma, ami a Sony BMG kiadó gondozásában jelent meg 2007. április 24-én. Az albumot több országban vették fel, mialatt az együttes a Calle 13 bemutatkozó nagylemezének a promóciós túráján vett részt. A Residente o Visitante fontos állomás az együttes zenéjének és dalszövegeinek fejlődésében. Miközben írták az album számait, elutaztak Dél-Amerikába, hogy olyan területeket járjanak be, ahol indián népek és afrikai eredetű kisebbségek élnek. Ez az utazás nagy hatással volt a Residente o Visitante zenéjére. Az album elkészítéséhez hat vendégelőadó is hozzájárult, zenéjében pedig olyan műfajokhoz nyúl vissza, mint a tangó, a bossa nova, a cumbia és az elektronika.
A Residente o Visitante a Billboard magazin Top Latin Albums listáján az első helyen debütált és megjelenése után az első héten 12 000 példányt adtak el belőle. A lemezt Argentínában az Argentine Chamber of Phonograms and Videograms Producers (CAPIF) aranylemeznek minősítette. Az albumról kiadott első kislemez, a Tango del pecado a Billboard Latin Rhythm Airplay listáján a 14. helyet érte el. A lemez nagyon jó kritikákat kapott, a szakírók nagyra értékelték kísérletező jellegét és a dalszövegek sajátos témaválasztását. 2007-ben a 8. Latin Grammy-díjátadón az album nyert A legjobb urban zenei album, a Pa'l norte című szám pedig A legjobb urban zenei dal kategóriában. Az együttes utazásáról készült Sin mapa című dokumentumfilmet 2009. július 29-én mutatták be.

## Háttér
A Calle 13 együttest két féltestvér, René Pérez Joglar alias Residente és Eduardo Cabra Martínez alias Visitante alapította 2004-ben. Az együttes megalakulása előtt Residente a Georgia állambeli Savannah város Savannah College of Art and Design főiskoláján Master of Arts képesítést szerzett, Visitante pedig zenét tanult a Puerto Ricó-i Egyetemen. A féltestvérek egy webhelyre töltötték fel a zenéjüket, majd hozzáláttak, hogy kiadót találjanak számaik kereskedelmi forgalomba hozatalához. Miután elküldték demófelvételeiket a White Lion Recordsnak, meghívást kaptak a kiadótól. A duót a vegyes fogadtatású Querido FBI című szám tette ismertté, amit a Puerto Ricó-i függetlenségi mozgalom kulcsfigurájának, Filiberto Ojeda Ríosnak a meggyilkolására írtak válaszul.
Nem sokkal azután, hogy a Querido FBI révén ismertté váltak, megjelentették első stúdióalbumukat Calle 13 néven, ami kereskedelmi szempontból és a kritikákat tekintve is nagyon sikeres volt Latin-Amerikában. Első albumuk megjelenésétől kezdve az együttest a reggaetón műfajba sorolták be, holott a duó igyekezett ettől elhatárolódni. Visitante így kommentálta a helyzetet: „Az az igazság, hogy az első lemezen csak négy reggaetón szám volt. Ezek a felvételek promóciós célból készültek és így ragadt ránk ez a címke. De számomra a reggaetón zeneileg már a kezdetektől fogva nem nyújtott semmit. Igaz, a testvérem szeret, de mindig arra törekedtünk, hogy organikus módon adjuk elő, valódi hangszerekkel és más stílusokkal keverve.”

## Felvételek

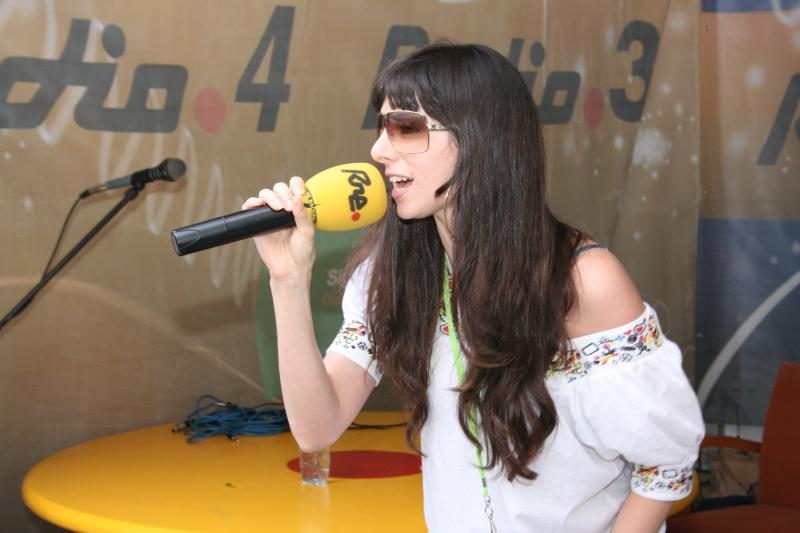
La Mala Rodriguez spanyol rapper

A már említett dél-amerikai útról Residente így számolt be: „szörnyű dolgokat láttunk, de ugyanakkor hihetetlenül szépeket is. Néhány kontraszt tényleg nagyon erőteljes.” Az itt szerzett tapasztalatok nagy hatással voltak a duóra. Visitante különböző hangszerekkel ismerkedett meg az út során, mint pl. a quijada vagy más néven jawbone, a charango és a bombo legüero, ezeket pedig meg is szólaltatják a Llegale a mi guarida című dalban. Residente és Visitante úgy találta, hogy az utazás alatti komponálás jó hatással volt az együttes teljesítményére. Az együttes útjáról készült Sin mapa (Térkép nélkül) című dokumentumfilmet 2009. július 29-én mutatták be a New York-i Nemzetközi Latin Filmfesztiválon és később DVD-n is megjelent.
A Residente o Visitante lemezt turné közben vették fel több országban. Residente elmondta, hogy eközben nem éreztek semmiféle kényszert, hogy felülmúlják első albumuk, a Calle 13 sikerét és úgy találta, hogy második albumuk felvétele sokkal nyugodtabban zajlott, mint az elsőé: „A fő különbség számunkra ezúttal az volt, hogy több lehetőség, több eszköz és több pénz állt rendelkezésünkre. Szemben az első album felvételével eközben turnéztunk is. Én az utazások közben szövegírással töltöttem az időt, míg a bátyám zenét szerzett.” Közben Residentét La Mala Rodriguez meghívta Spanyolországba, hogy működjék közre egy dal előadásában. Ő beleegyezett, mivel nagyra értékeli La Mala munkáját. Mielőtt a stúdióba mentek, összejöttek egy italra, hogy megbeszéljék a közös dalt, és ebből született a Mala suerta con el 13 szám.

## Kompozíció

### Zene
Az együttesnek az volt a szándéka, hogy ezen az albumon több akusztikus hangszerrel és különböző zenei stílusokkal kísérletezzen. Margarita Diaz a Daily Newstól úgy írja le a Residente o Visitante albumot, hogy az „egy üdítő élménybeszámoló Dél-Amerika hangjairól és ritmusairól.” Visitante, aki az album zenéjét komponálta, bőven merít zenei múltjának sokszínűségéből. Hatéves korában zongorán kezdett tanulni, majd 17 évesen különböző együttesekhez csatlakozott, ezekben játszott szaxofonon és billentyűs hangszereken. A Residente o Visitante lemezen több a vendégelőadó, mint az első albumon; olyan zenészekkel dolgoznak együtt, mint Tego Calderón, La Mala Rodríguez és a kubai Orishas.
Az album bevezetője, ahogy Elijah Wald írja a Los Angeles Timestól, „úgy hangzik, mint egy gyönyörű barokk korál, ám a spanyolul értőknek rögtön nyilvánvalóvá válik, hogy a Puerto Ricó-i szleng legmocskosabb szavaira írt díszes kánon.” A Tango del pecado című szám tangót kever reggaetónnal, a stílus új nevet is kapott: „tangotón”. A dalban közreműködik Gustavo Santaolalla argentin zenei producer és együttese, a Bajofondo Tango Club. Tego Calderón Puerto Ricó-i rapper a Sin exagerar című számban lép fel, amelyben surf rockra emlékeztető gitárszólam hallható. A Cumbia de los aburridos számon erősen érződik a kolumbiai cumbia hatása, a dalt többek között harmonika és kürt kíséri. Az Un beso de desayuno elektronikus zenét, rapet és bossa novát vegyít.

### Szöveg
Residente úgy írta le az albumot, hogy az előzőhöz képest inkább befelé forduló és több benne az önéletrajzi vonatkozás. Dalszövegeiben Residente hitelességre törekszik, olyan témákat próbál érinteni, amelyek nem jellemzőek a hagyományos reggaetónban. Elmondta, hogy ezt az albumot hallgatni olyan, mint filmet nézni, abban az értelemben, hogy a valódi élet eseményeit ábrázolja és szentségtörő kifejezéseket használ, hogy érzelmeket keltsen a hallgatóban. Leila Cobo a Billboardban azt írta a Residente o Visitante lírájáról, hogy tartalmában a „bombasztikus humortól a nyílt perverzióig terjed”. A La Mala Rodriguez együttműködésével készült Mala suerte con el 13 dal a latin macho attitűd szatírája. Visitante ebben a dalban megkérdőjelezi és kigúnyolja a hagyományos nemi szerepeket és Judith Butler feminista filozófusra hivatkozik: „Egy olyan duettet akartam, amiben a srác gyenge és alkalmatlan, a nő pedig szexuálisan pszichopata, ugyanakkor teljhatalma van a világ felett. A macho sztereotípiák teljes megcsúfolása.” A Sin exagerar ugyanebben a szellemben parodizálja a nőgyűlöletet, ami Residente szerint túlteng a reggaetón szcénában.
Az album vezető kislemeze, a Tango del pecado Residente akkori barátnője, a 2001-es Miss Univers Denise Quiñones szüleinek szól, akik ellenezték a pár kapcsolatát. Elmondta, a dalban azt szerette volna kifejezni, hogy ő a köztük lévő véleménykülönbség ellenére továbbra is szívesen találkozna a lánnyal. Ed Morales ehhez még hozzáfűzi: „Ez a dal kihívás a latin-amerikai erkölccsel szemben. Arra biztat, hogy állítsunk mindent a feje tetejére, ami az életben csúnya és profán, és kéri az embereket, hogy a saját útjukat járják”. A Tango del pecado is heves vitákat kavart a többször ismételt „Súbele el volumen a la música satánica” („Tekerd fel a sátáni zenét”) sorával. Residente azt állítja, nem azért írta ezt a sort, hogy indulatokat keltsen, mondván: „Sosem csinálok valamit egy várt reakció reményében. Azért csinálok dolgokat, mert tetszenek nekem.” Az El avión se cae egy részeg utas gondolatait írja le a repülőgépen. A Pa'l norte című dalban az Egyesült Államokban élő bevándorlók sorsát tárgyalja. Kifejtette: „Azt hiszem, ez egy fontos kérdés. És nemcsak az Egyesült Államokban lévő bevándorlóknak, hanem mindenütt. Ez egy olyan dal, amit a dominikai bevándorlók ugyanúgy a magukénak érezhetnek, mint a Puerto Ricó-iak. Az emberek mindig ugyanazon okból hagyják el az egyik országot és mennek egy másikba.” Bár az album sokat foglalkozik a bevándorlással, ugyanakkor a La crema kifejezetten a Puerto Ricó-i életet ünnepli.

## Az album címe és a borító

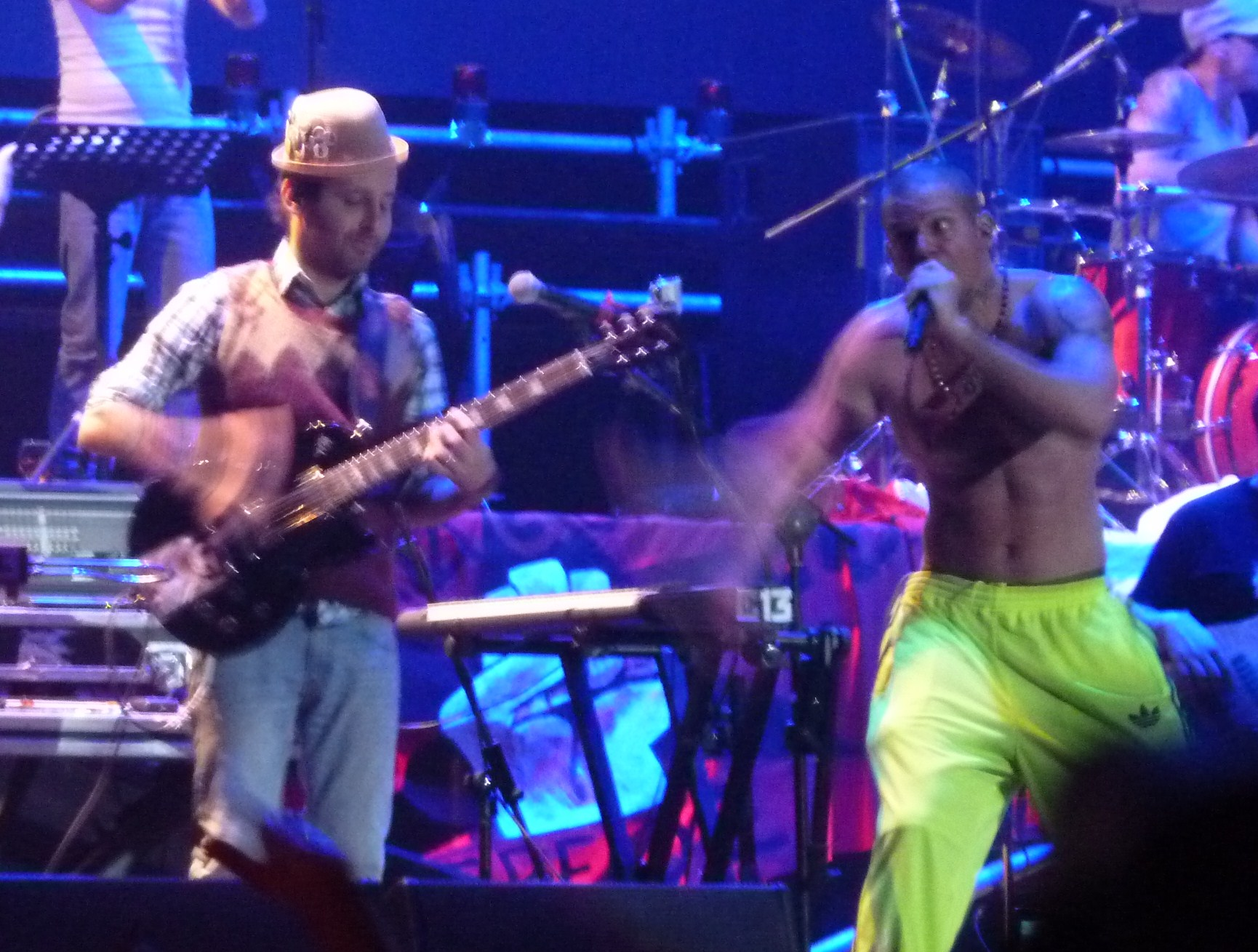
A Calle 13 Santiago de Chilében - 2011. szeptember 6.

Az album címét Residente és Visitante egyik gyermekkori élménye ihlette. Amikor gyerekek voltak, Visitante minden héten meglátogatta testvérét Puerto Rico Trujillo Alto negyedében, a Calle 13-ban (13. utca). Mivel ez egy őrzött lakópark volt, a főbejáratnál a biztonsági őr rutinszerűen megkérdezte a bejutni szándékozótól: „Rezidens vagy látogató?” Ezért Visitantének látogatóként kellett bejelentkeznie, Residentének pedig meg kellett erősítenie, hogy ő ott lakik (rezidens), ezután nyitották ki a kaput. Az együttes a nevét a Calle 13 utcáról kapta, ahol a házuk volt. Ugyanakkor az album címe az Egyesült Államokban élő bevándorlókra is utal, ami egy visszatérő téma a lemezen.
Az albumborítón egy szárnyas angyal látható, mellén Jézus Szent Szívére hasonlító kulaccsal. Residente megjegyezte, hogy a kép az Egyesült Államokba érkező spanyol bevándorlókat jeleníti meg és arra törekszik, hogy egyrészt elfogadtassa őket, másrészt pedig hogy emberközelivé tegye a Latin-Amerikában használt szentképeket. A CD-hez mellékelt füzetben van egy kép, amin Residente látható stigmákkal a kezén. Elmondta, hogy a fénykép Jézust „hétköznapi srácként” szeretné ábrázolni, aki hasonló küzdelmeket folytat, mint a országhatárokon átlépő emberek. Hozzáfűzte még: „Nyilvánvaló, hogy ez a CD-borító nem olyanoknak készült, akik ahhoz vannak szokva, hogy a srácot egy felékszerezett bikinis csajjal lássák egy kocsiban. Nem azért jöttünk, hogy még jobban összezavarjuk az embereket.”

## Megjelenés és fogadtatás
A Residente o Visitante az U.S. Billboard Top Latin Albums listáján az első helyen debütált, kiszorítva onnan Jennifer Lopez Como ama una mujer című spanyol nyelvű albumát, a Billboard 200-as listáján pedig pedig az 52. helyet érte el, miután a megjelenését követő első héten mintegy 12 000 példány kelt el belőle. Az album négy hétig maradt fenn a Billboard 200-as listán. Ezen túlmenően a Billboard Rap Albums listán a 13. helyig jutott. 2011-ben Argentínában aranylemez lett.

### Listák
| 2007                            | Legjobb helyezés |
| ------------------------------- | ---------------- |
| U.S. Billboard 200              | 52               |
| U.S. Billboard Top Latin Albums | 1                |
| U.S. Billboard Top Rap Albums   | 13               |

| 2007                               | Legjobb helyezés |
| ---------------------------------- | ---------------- |
| U.S. Billboard Top Latin Albums    | 56               |
| U.S. Billboard Latin Rhythm Albums | 10               |

| Régió     | Minősítés       | Eladás  |
| --------- | --------------- | ------- |
| Argentína | Platina (CAPIF) | 20 000+ |

### Kislemezek
Az albumról a Tango del pecado jelent meg először kislemezként és a Billboard Latin Rhythm Airplay listán a 14. lett.
A második kislemez a La cumbia de los aburridos a Hot Latin Tracks listán a 31. helyig jutott. A harmadikként megjelenő Pa'l norte a Hot Latin Tracks listán a 27., a Regional Mexican Songs listán pedig a 40. lett. Végül az albumról negyedikként megjelenő Un beso del desayuno című kislemez nem ért el listás helyezést.
Kislemezek 2007
| Dal                        | Lista                  | Legjobb helyezés |
| -------------------------- | ---------------------- | ---------------- |
| Tango del pecado           | Latin Rhythm Airplay   | 14               |
| La cumbia de los aburridos | Hot Latin Tracks       | 31               |
| La cumbia de los aburridos | Latin Tropical Airplay | 17               |
| Pa'l norte                 | Hot Latin Tracks       | 27               |
| Pa'l norte                 | Latin Tropical Airplay | 10               |

### Kritikák
Az album pozitív értékelést kapott a kritikusoktól. Jason Birchmeier az Allmusic kritikusa a Residente o Visitante albumnak négy csillagot adott a maximális ötből és nagyra értékelte a lemez zenei változatosságát és a dalszövegek egyediségét: „Residente tehetséges rapper, aki szellemességben és játékosságban vetekszik Eminemmel, Visitante pedig jó producer és olyan sokszínű zenét szerez, ami soha sem egyforma”. Andrew Casillas a Stylus Magazine-tól A- besorolást adott az albumnak és „úttörő jellegű lemeznek” nevezte. Casillas Residente rappelését reveláció értékűnek nevezte, az Un beso de desayuno című számról pedig azt mondta, hogy ez „az együttes legfigyelemreméltóbb teljesítménye, egy tökéletesen megformált reggaetón szerelmes dal”." Ugyanakkor Casillas kifogásolta, hogy az album túl hosszú, az Uiyi Guaye számról pedig azt mondta, „úgy hangzik, mintha Donald kacsa énekelne a taposómalomban”.
Olivia Muñoz, a The Philadelphia Inquirer szakírója úgy jellemezte az albumot, hogy „furcsa, csábító, elgondolkodtató és vidám egyszerre”, és annak ellenére, hogy a dalszövegek témái szokatlanok, sok dal "meglepően jól táncolható". Phil Freeman a The Village Voice-tól azt írta, hogy ez az album „zeneileg átgondoltabb és szélesebb látókörű, mint elődje” és megteremtette az alapját annak, hogy „Residente a vártnál kifejezőbb módon nyilvánítsa ki politikai tudatosságát”, utalva a Pa'l norte és a Cumbia de los aburridos című számokra. Agustin Gurza, a Los Angeles Times szerkesztője úgy vélekedett, hogy az album „érettebb, ám nem kevésbé botrányos”, mint az együttes bemutatkozó nagylemeze, a Tango del Pecado és a Pa'l Norte számokról pedig úgy nyilatkozott, hogy „ez a kettő szerepel az év legemlékezetesebb dalai között”." Nuria Net a Vibe magazinban annak a véleményének adott hangot, hogy a debütalbum újszerű hangvételét a Residente o Visitante „vulgáris szövegekké silányítja, bár lenyűgöző, ahogy a második albumban a reggaetóntól eljutnak a cumbiáig és tangóig, ám a társadalomkritika már csak emlék”.

### Díjak
2007. november 8-án a 8. Latin Grammy-díjátadón a Residente o Visitante két Latin Grammy-díjat kapott A legjobb urban zenei album és a Pa'l norte dalért A legjobb urban zenei dal kategóriában. Ezen kívül a nagylemezt Latin Grammy-díjra jelölték Az év albuma kategóriában, a Tango del pecado kislemezt pedig A legjobb rövidfilm videó kategóriában is. A Calle 13 a jó hangulatú ceremónián Orishával és a Stomp táncegyüttessel közösen lépett fel. Előadásukról Agustin Gurza a Los Angeles Times-ban azt írta, hogy „a pillanat egyszerre volt ünnepélyes és lázító”. 2008-ban az 50. Grammy-díjátadón az album nyert a A legjobb latin urban zenei album kategóriában. 2009 végén a Club Fonograma latin zenei oldal a nagylemezt az évtized ötödik legjobb albumának nevezte.

## Az album dalai
Az összes dalszöveg szerzője René Pérez Joglar; az összes szám szerzője Eduardo Cabra Martínez. Forrás: AllMusic.
| 1.    | Intro                                                           | 1:48 |
| 2.    | Tango del pecado (közreműködik Bajofondo Tango Club & Panasuyo) | 4:13 |
| 3.    | La fokin' moda                                                  | 3:26 |
| 4.    | Sin exagerar (közreműködik Tego Calderón)                       | 3:26 |
| 5.    | Mala suerte con el 13 (közreműködik La Mala Rodríguez)          | 4:30 |
| 6.    | Llégale a mi guarida (közreműködik Vicentico)                   | 4:24 |
| 7.    | Un beso de desayuno                                             | 4:51 |
| 8.    | Uiyi Guaye                                                      | 5:05 |
| 9.    | Algo con sentido                                                | 4:40 |
| 10.   | Pa'l norte (közreműködik Orishas)                               | 4:41 |
| 11.   | La cumbia de los aburridos                                      | 4:07 |
| 12.   | A limpiar el sucio                                              | 4:13 |
| 13.   | El avión se cae                                                 | 4:18 |
| 14.   | La crema                                                        | 4:01 |
| 15.   | La era de la copiaera                                           | 4:37 |
| 59:80 |                                                                 |      |

### Bónusz dalok
| 16. | Japón         | 3:59 |
| 17. | Suave (remix) | 3:25 |

## Fordítás
- Ez a szócikk részben vagy egészben  a   Residente o Visitante című angol Wikipédia-szócikk ezen változatának fordításán alapul.  Az eredeti cikk szerkesztőit annak laptörténete sorolja fel. Ez a jelzés csupán a megfogalmazás eredetét és a szerzői jogokat jelzi, nem szolgál a cikkben szereplő információk forrásmegjelöléseként.